# Premi Empordà de novel·la
El Premi Empordà de novel·la és un premi literari en llengua catalana, convocat per l’Àrea de Cultura del Consell Comarcal del Baix Empordà. Hi poden optar novel·les inèdites escrites en català. El premi té una dotació econòmica de 7.000 € i l'obra és publicada per Brau Edicions.

## Guanyadors
| Edició | Any  | Obra guanyadora                  | Autor                                         |
| ------ | ---- | -------------------------------- | --------------------------------------------- |
| 1a     | 2018 | Sang blava                       | Josep Pastells                                |
| 2a     | 2019 | Canteu, canteu, ninetes          | Blai Manté                                    |
| 3a     | 2020 | La mort del Rei Gaspar           | Josep Maria Hernández                         |
| 4a     | 2021 | El perfum del presseguer         | Brauli Gascon Puigdevall                      |
| 5a     | 2022 | Tot passa dues vegades           | Pilar Francès                                 |
| 6a     | 2023 | Jo he robat el manuscrit Voynich | Josep Torrent Alabau, Salvador Casas Busquets |
| 7a     | 2024 | Cap novel·la premiada            | -                                             |
| 8a     | 2025 | El Moment                        | Rafel Casas                                   |